# Dele Alli
Bamidele Jermaine "Dele" Alli (født 11. april 1996) er en engelsk professionel fodboldspiller, Som spiller for Serie A-klubben Como.

## Klubkarriere

### Milton Keynes Dons
Alli begyndte sin karriere hos Milton Keynes Dons, hvor han fik sin professionelle debut i 2012 i en alder af kun 16. Det var i løbet af 2013-14 sæsonen at Alli blev fast mand på holdet.
Han var den 26. august 2014 med til MK Dons' kendte 4-0 sejr imod Manchester United i EFL Cup.

### Tottenham Hotspur

#### Skifte og leje tilbage til Milton Keynes
Alli skiftede i februar 2015 til Tottenham Hotspur. Han blev herefter med det samme lånt tilbage til MK Dons for resten af 2014-15 sæsonen. Alli var med til at sikre MK Dons oprykning til Championship i sæsonen, og blev efter sæsonen inkluderet i årets hold i League One.

#### Tottenham karriere
Alli debuterede for Tottenham den 8. august 2015. Han imponerede i sin første sæson, og blev inkluderet i PFA Team of the Year i Premier League, og vandt PFA Young Player of the Year efter sæsonen.
Alli fortsatte sit gode spil i 2016-17 sæsonen. Han blev for anden sæson i streg inkluderet i PFA Team of the Year i Premier League og vandt PFA Young Player of the Year.
Alli kunne dog ikke holde det høje spil, og sammen med flere skader, så spillede han en mindre rolle over de 2 næste sæsoner. Han var især ude af førsteholdet i 2020-21 sæsonen, hvor at hans ringe forhold med træner José Mourinho havde resulteret i at han hovedsageligt kun spillede i pokaltuneringer.

### Everton
Alli skiftede i januar 2022 til Everton på en fast aftale. Det lykkedes dog ikke Alli at gøre indtryk hos Everton, da han hverken scorede eller lavede en assist i sine 13 første kampe for klubben.

#### Leje til Beşiktaş
Alli skiftede i august 2022 til Beşiktaş på en lejeaftale med en købsoption. Skiftet var dog ikke en succes, og efter at have spillet 13 kampe for klubben vendte han tilbage til England som resultat af en skade.

#### Retur til Everton
Alli vendte tilbage til Everton som resultat af skaden, men endte ikke med at spille flere kampe for klubben. Han forlod klubben ved kontraktudløb i juli 2024, men fik lov til at træne med holdet frem til at han fandt en ny klub i månederne herefter.

### Como
Efter at have været kontraktløs i et halvt år, så skiftede Alli i januar 2025 til italienske Como.

## Landsholdskarriere

### Ungdomslandshold
Alli har repræsenteret England på flere ungdomsniveauer.

### Seniorlandshold
Alli debuterede for Englands landshold den 9. oktober 2015. Han var del af Englands trup EM 2016 og VM 2018.

## Privat
Alli er født i Milton Keynes til en nigeriansk far og en engelsk mor. Han har i interview senere fortalt, at han ikke er tætte med sine biologiske forældre, da hans far ikke var tilstede i hans barndom og hans mor var alkoholiker. Han flyttede som 12-årig ind hos en anden familie, dog han aldrig formelt blev adopteret af dem.
Alli deltog i et interview med Gary Neville i juli 2023, og fortalte her, at han var blevet seksuelt misbrugt da han var seks år gammel, og at han var begyndt at sælge stoffer da han var otte.

## Titler
Individuelle
- Milton Keynes Dons Årets unge spiller: 1 (2013-14)
- Football League Årets unge spiller: 1 (2014-15)
- PFA Young Player of the Year: 2 (2015-16, 2016-17)
- PFA League One Årets hold: 1 (2014-15)
- PFA Premier League Årets hold: 2 (2015-16, 2016-17)